# Стрельченко Іван Михайлович
Іван Михайлович Стрельченко (21 травня 1926, село Дякове, тепер Антрацитівського району Луганської області — після 2004, село Дякове Антрацитівського району Луганської області) — український радянський діяч, голова колгоспу імені Леніна Антрацитівського району Луганської області. Герой Соціалістичної Праці (8.12.1973). Депутат Верховної Ради УРСР 9—10-го скликань.

## Біографія
Народився в селянській родині.
З 1943 року — колгоспник. Служив у Радянській армії.
Член ВКП(б) з 1951 року.
Освіта середня. З 1951 року — слухач Ворошиловградської середньої сільськогосподарської школи з підготовки голів колгоспів; агроном колгоспу імені Леніна Ровеньківського району Ворошиловградської області; секретар партійної організації Дяківської машинно-тракторної станції (МТС) Ворошиловградської області.
З 1958 року — голова колгоспу імені Леніна села Дякове Антрацитівського району Луганської області.
Потім — на пенсії в селі Дякове Антрацитівського району Луганської області.

## Нагороди
- Герой Соціалістичної Праці (8.12.1973)
- орден Леніна (8.12.1973)
- орден Вітчизняної війни 1-го ст. (20.10.1987)
- ордени
- медалі